# Ryu Seung-min
Ryu Seung Min (Seül, 5 d'agost de 1982) és un jugador de tennis de taula de Corea del Sud, ja retirat, que va competir a començaments del segle xxi.
El 2004 va guanyar la medalla d'or als Jocs Olímpics d'Atenes 2004 en la categoria d'homes individual. El seu oponent va ser Wang Hao, una de les màximes figures d'aquest esport en aquell moment, jugador de l'equip nacional xinès. Durant la competició va derrotar el campió olímpic de Barcelona 1992 Jan-Ove Waldner.
Als Jocs Olímpics de Pequín del 2008 guanyà la medalla de bronze en la competició per equips del programa de tennis taula. Formà equip amb Oh Sang-Eu i Yoon Jae-Young. Als Jocs Londres del 2012 guanyà la medalla de plata en aquesta mateixa competició, aquesta vegada acompanyat d'Oh Sang-Eun i Joo Se-Hyuk.
En el seu palmarès també destaquen set medalles al Campionat del món de tennis taula, dues de plata i cinc de bronze, entre les edicions de 2001 i 2012; així com tres medalles de plata a la Copa del món de tennis taula i cinc medalles als Jocs Asiàtics, una d'or, tres de plata i una de bronze.
Des del 2016 és membre del Comitè Olímpic Internacional (COI), del 2016 al 2019 va ser membre i president de la Comissió d'Atletes del Comitè Olímpic Nacional de Corea del Sud. Des del 2018 és un dels Ambaixadors de la Fundació ITTF, que promou l'esport per al desenvolupament i la pau.